# Jonathan Knott
Jonathan Knott (1967 –) 2012 és 2016 között az Egyesült Királyság budapesti nagykövete.

## Élete
Oxfordban szerzett jogi diplomát (MA), a Chartered Institute of Management Accountants (CIMA) tagja. Angol, francia, spanyol és magyar nyelvtudással rendelkezik.
Házas, felesége Angela Susan Knott. Egy lányuk és két fiuk van.

## Pályája
1988-ban került a brit Külügyminisztériumhoz, ahol két évig a Drogellenes Együttműködési Főosztály referenseként dolgozott. 1991 és 1995 között Havannában harmad-, majd másodtitkár volt a politikai és sajtóosztályon, ezt követően egy évig az Európai Ügyek Igazgatóságán töltött be pozíciót. Mexikóvárosban négy évig szolgált első titkárként, a politikai, gazdasági és segélyezési ügyekkel foglalkozó osztály vezetőjeként. 2000-től 2005-ig a párizsi OECD-misszió első titkára volt, majd a külügyminisztérium kereskedelmi igazgatóhelyettesi posztját töltötte be 2008-ig. 2008 és 2011 között Szöulban volt nagykövet-helyettes, valamint a brit kereskedelemfejlesztési és befektetés-ösztönző szervezetének (UK Trade & Investment) vezetője. 2012-ben lett az Egyesült Királyság budapesti nagykövete.

### Budapesten
Mint az Egyesült Királyság nagykövete, Magyarországon számos ügyet képviselt. Ezek között állandó és időszakos feladatok is adódtak.
Hivatala jellegénél fogva a nagykövet segíti az antirasszista célokat. Támogatta egy holokauszttal kapcsolatos kiadvány megjelentetését, és roma integrációs programokat. Támogatója az emberi jogi filmnapok megtartásának.
A 2012-es olimpiai játékok évéhez kapcsolódó GREAT kampány során számos tevékenységben aktívan részt vett. Az üzleti kapcsolatok élénkítése érdekében szervezett például termékbemutatót a nagykövetségen illetve főleg az angol kultúriparhoz, popkultúrához kapcsolódó eseményeket.
Utódja Iain Lindsay lett.